# Moritzheim
Moritzheim là một đô thị thuộc huyện Cochem-Zell, bang Rheinland-Pfalz, Đức. Đô thị này có diện tích 4,02 ki-lô-mét vuông.